# Бікок
Біко́к, бікоке́т (фр. biquoque, bicoquet) — європейський шолом, що являє собою довгастий або конусоподібний ящик, що повністю закриває голову і має кілька отворів для дихання і огляду.
Він з'явився в XV столітті, як прийнято вважати — в Італії. Невелике поширення, та й не надовго, бікок отримав у Франції, також цей шолом був відомий як «німецький арме». Досить часто його зображення зустрічаються на мініатюрах Столітньої війни (1337—1453) рр. Франції та Англії.
За своїм зовнішнім виглядом бікок дуже близький до грандбацінету або арме і, мабуть, є перехідним типом шолома. Він має округлу або яйцеподібну форму, повторюючи контури голови. Горжет, що переходить у бувігер, має увігнуті стінки і добре захищає шию. Його забрало відрізняється від інших видів тим, що оглядові щілини замінюють невеликі круглі отвори для огляду і доступу повітря. Як і інші великі шоломи бікок спирався на плечі, а на грудях і спині скріплюється з нагрудним обладунком ременями. Сам шолом відкривався на дві половини, які в закритому вигляді утримував спеціальний замок — гачок або гвинт. Забрало, в залежності від кріплення могло відкидатися вперед або вгору і до того ж додатково утримувало пластини бувігера в закритому положенні. А ззаду шию захищав анатомічний вузький потиличник, що був продовженням купола.
Незважаючи на свої непогані захисні функції, до 1470 бікок перестав використовуватися і повністю поступається арме, а також іншим, зручнішим типам шоломів.